# Yasuyuki
Yasuyuki（5月19日—），日本插畫家。出身於長崎縣，居住於千葉縣。主要從事美少女遊戲的原畫繪製以及虛擬YouTuber的人物設定。同人社團代表。

## 作品列表

### 遊戲原畫
- A Profile（日语：その横顔を見つめてしまう〜A Profile 完全版〜）（mixed up×AKABEiSOFT，2005年1月21日，同人軟件）
- 夏空少女（日语：夏空少女）（mixed up，2005年10月14日）
- StarTRain（mixed up，2006年9月22日）
  - StarTRain -your past makes your future-（Princess Soft（日语：プリンセスソフト），2007年11月29日，PS2版）
- （JIN企劃，2008年4月3日，PSP軟件）
- （DIVA，2008年10月31日）
- （Hatena（日语：Kiss (ブランド)），2009年4月24日）
- 從晴朗的朝色泛起之際開始（propeller，2009年7月24日）
- （2010年4月23日）
- （2011年4月17日）
- （Ex-iT，2012年1月27日）

### 插畫、插圖
書籍
- （著：秋月大河，〈電擊文庫〉）
- （著：白川敏行，〈電擊文庫〉）
- 蒼海的少女們！（著：白鳥士郎，〈GA文庫〉）
- （〈櫻之杜文庫（日语：桜ノ杜ぶんこ）〉）
- 姬神 -Himekami-（著：星家菜子（日语：星家なこ），〈MF文庫J〉）
- （〈GA文庫〉）

交換卡片遊戲
- Battle Spirits（[4][5]）

- 聖潔天使[6][7][8][9]

遊戲
- Fate/Grand Order（TYPE-MOON）

### 人物設定
虛擬YouTuber
- 潤羽露西婭（hololive／COVER株式會社（日语：カバー (企業)））
- 鬼燈童（NoriPro）
- 紙木絹（個人VTuber）
- 紙木鋏（個人VTuber，前Prive You）
- （個人VTuber，前Prive You）
- 紙代棗（個人VTuber）
- （個人VTuber）
- （個人VTuber）
- （Pixela／Pixela Official Co., Ltd.）
- 狛犬梅（Varium／株式會社Ashisuto）
- （個人VTuber）
- 咪萪貓（株式會社VAZ（日语：VAZ (企業)），前個人VTuber，前，自2023年7月起一直在使用由Yasuyuki創建的Live2D模型[11]。自2025年2月起，一直在使用創建的Live2D模型[12]）
- （個人VTuber，前HAPPY HUNTERS HAVEN）
- （Phase Connect／Phase Connect LTD.）
- （AIRYPRODUCTION（日语：エアリープロダクション）／株式會社AIRYPRODUCTION）
- Nianyan（個人VTuber）

設計原案
- 白宮美見（有閑喫茶阿尼馬雷（日语：有閑喫茶あにまーれ），前Prive You）
- 黑桐亞裡亞（個人VTuber，前Prive You）
- 紫海由愛（個人VTuber，前Prive You）

其它
- 溫泉女孩（あつみ詩鶴）

## 外部連結
- Yasuyuki的官方個人網站 （日語）
- Yasuyuki的X（前Twitter） （日語）